# ダヌエル・ハウス
ダヌエル・ケネディ・ハウス・ジュニア（Danuel Kennedy House Jr.、1993年6月7日 - ）は、アメリカ合衆国・テキサス州ヒューストン出身のプロバスケットボール選手。ポジションはスモールフォワードまたはパワーフォワード。

## 来歴

### カレッジ
ヒューストン大学で2年間、テキサスA&M大学で2年間プレーし、2016年のNBAドラフトにエントリーしたが、どこからも指名されなかった。

### ワシントン・ウィザーズ
ドラフト後にワシントン・ウィザーズの一員として2016年のサマーリーグに参加し、2016年9月23日にウィザーズと契約した。11月11日のクリーブランド・キャバリアーズ戦でNBAデビューするも、この試合で右手首を骨折し、わずか50秒の出場に終わる。復帰まで少なくとも6週間はかかると診断された。その後2017年3月1日にウィザーズから解雇された。ウィザーズではわずか1試合の出場に終わった。
その後2017年のトレーニングキャンプが始まる際にヒューストン・ロケッツと契約したが、シーズン開幕時のロスターから漏れ、Gリーグのリオグランデバレー・バイパーズに移された。

### フェニックス・サンズ
2017年12月8日、フェニックス・サンズとツーウェイ契約を結んだ。2017-2018シーズンは、サンズとGリーグのノーザンアリゾナ・サンズを行き来しながら、NBAで23試合に出場した。オフにツーウェイ契約が期限切れとなり、FAとなった。
その後ヒューストン・ロケッツの一員として2018年のサマーリーグに参加し、2018年9月21日にゴールデンステート・ウォリアーズとエキシビット10契約を結んだが、10月12日に解雇された。

### ヒューストン・ロケッツ
その後かつてプレーしたGリーグのリオグランデバレー・バイパーズと再び契約した。2018年11月26日、ロケッツはハウスをGリーグからコールアップすることを発表したが、昇格することはなく12月4日に解雇される。しかしその2日後にロケッツとツーウェイ契約を結んだ。シーズンではロケッツの戦術にフィットし、ローテーションの一角として活躍。その後ツーウェイ契約が期限切れとなった際にロケッツから正式契約を持ちかけられたが、金額に不満のあったハウスはこれを拒否したため、再びGリーグに送られた。その後シーズン終了後にロケッツと3年1100万ドルの正式契約を結んだ。

。以降はベンチプレーヤーとして貢献したものの、2021年12月18日にギャリソン・マシューズと正式に契約する為のロースター枠確保の為に解雇された。

### ニューヨーク・ニックス
2021年12月23日にニューヨーク・ニックスと10日間契約を結んだ。

### ユタ・ジャズ
2022年1月6日にユタ・ジャズと10日間契約を結んだ。同月18日にジャズと2度目の10日間契約を結んだ。さらに、同月28日にジャズと3度目の10日間契約を結び、2月11日にシーズン終了までの契約に合意した。

### フィラデルフィア・76ers
7月6日にフィラデルフィア・76ersと2年総額850万ドルの契約に合意した。
2024年2月8日にトレードでデトロイト・ピストンズへ移籍したが、後に解雇された。

## 個人成績

### NBA

#### レギュラーシーズン
| シーズン | チーム | GP  | GS  | MPG  | FG%  | 3P%  | FT%  | RPG | APG | SPG | BPG | PPG  |
| -------- | ------ | --- | --- | ---- | ---- | ---- | ---- | --- | --- | --- | --- | ---- |
| 2016–17  | WAS    | 1   | 0   | 1.0  | ---  | ---  | ---  | 1.0 | .0  | .0  | .0  | .0   |
| 2017–18  | PHX    | 23  | 3   | 17.5 | .434 | .259 | .806 | 3.3 | 1.1 | .3  | .3  | 6.6  |
| 2018–19  | HOU    | 39  | 13  | 25.1 | .457 | .416 | .789 | 3.6 | 1.0 | .5  | .3  | 9.4  |
| 2019–20  | HOU    | 63  | 52  | 30.4 | .427 | .363 | .811 | 4.2 | 1.3 | 1.1 | .5  | 10.5 |
| 2020–21  | HOU    | 36  | 23  | 25.9 | .404 | .346 | .651 | 3.7 | 1.9 | .6  | .4  | 8.8  |
| 2021–22  | HOU    | 16  | 1   | 14.6 | .338 | .294 | .895 | 2.7 | 1.2 | .3  | .3  | 4.8  |
| 2021–22  | NYK    | 1   | 0   | 3.0  | .000 | .000 | ---  | .0  | .0  | .0  | .0  | .0   |
| 2021–22  | UTA    | 25  | 6   | 19.6 | .447 | .415 | .692 | 2.7 | 1.0 | .6  | .5  | 6.8  |
| 2022–23  | PHI    | 56  | 5   | 14.4 | .472 | .336 | .750 | 1.7 | .8  | .3  | .2  | 4.8  |
| 2023–24  | PHI    | 34  | 4   | 15.0 | .448 | .300 | .761 | 1.7 | .8  | .4  | .1  | 4.2  |
| 通算     | 通算   | 294 | 107 | 21.3 | .434 | .359 | .761 | 3.0 | 1.1 | .6  | .3  | 7.3  |

#### プレーオフ
| シーズン | チーム | GP | GS | MPG  | FG%  | 3P%  | FT%   | RPG | APG | SPG | BPG | PPG  |
| -------- | ------ | -- | -- | ---- | ---- | ---- | ----- | --- | --- | --- | --- | ---- |
| 2019     | HOU    | 7  | 0  | 20.1 | .297 | .258 | .500  | 3.1 | .1  | .4  | .3  | 4.9  |
| 2020     | HOU    | 9  | 4  | 31.0 | .435 | .358 | .769  | 5.8 | 1.4 | .9  | .0  | 11.4 |
| 2022     | UTA    | 6  | 0  | 18.7 | .409 | .200 | .750  | 2.8 | .7  | .0  | .2  | 4.3  |
| 2023     | PHI    | 7  | 0  | 6.0  | .429 | .100 | 1.000 | 1.7 | .1  | .0  | .0  | 2.9  |
| 通算     | 通算   | 29 | 4  | 19.8 | .400 | .288 | .700  | 3.6 | .7  | .4  | .1  | 6.3  |

### カレッジ
| シーズン | チーム       | GP  | GS  | MPG  | FG%  | 3P%  | FT%  | RPG | APG | SPG | BPG | PPG  |
| -------- | ------------ | --- | --- | ---- | ---- | ---- | ---- | --- | --- | --- | --- | ---- |
| 2012–13  | ヒューストン | 33  | 27  | 28.6 | .436 | .316 | .718 | 4.9 | 1.8 | .9  | .2  | 12.4 |
| 2013–14  | ヒューストン | 24  | 18  | 28.5 | .428 | .333 | .699 | 5.3 | 1.9 | .8  | .8  | 13.6 |
| 2014–15  | テキサスA&M  | 26  | 23  | 32.5 | .417 | .400 | .643 | 3.8 | 2.1 | .7  | .6  | 14.8 |
| 2015–16  | テキサスA&M  | 36  | 34  | 30.9 | .396 | .309 | .715 | 4.8 | 2.1 | .5  | .3  | 15.6 |
| 通算     | 通算         | 119 | 102 | 30.1 | .416 | .338 | .699 | 4.7 | 2.0 | .7  | .4  | 14.1 |